# Antithyra
Antithyra là một chi bướm đêm thuộc họ Gelechiidae.